# 学校法人同志社
学校法人同志社（がっこうほうじんどうししゃ）は、日本の学校法人。

## 概観

### 建学の精神
同志社の建学精神はキリスト教精神に基づく「良心」である。創立者である新島襄は建学の目的として、「良心を手腕に運用する人物」の育成を掲げた。知識教育に偏ることのないよう、キリスト教に基づく「徳育」を並行して進めることで、「良心の全身に充満」した人々を輩出したいと願ったのである。その思いを彼の筆跡のまま刻んだ碑が、同志社大学などの諸学校に存在する。この良心碑には、「良心之全身ニ充満シタル丈夫ノ起リ来ラン事ヲ」という言葉が刻まれている。
また、この「良心」教育を具体的に実現するための教育理念として、「キリスト教主義」「自由主義」「国際主義」が掲げられ、これらを通じて「一国の良心」たる人物を輩出することを目指している。国際主義についてはコリア研究センターが名門である。またキャンパスにある尹東柱詩碑も有名である。

### 学風および特色
キリスト教プロテスタント系の学校法人で、会衆派教会（組合教会）の流れをくむ。しかし、いわゆるミッションスクールとは性質が異なり、キリスト教伝道を主たる目的としない（教育そのものを伝道の手段としない）。

## 沿革

### 略歴
1875年、明治六大教育家の一人である新島襄により設立された同志社英学校を前身とする学校法人。

### 年表

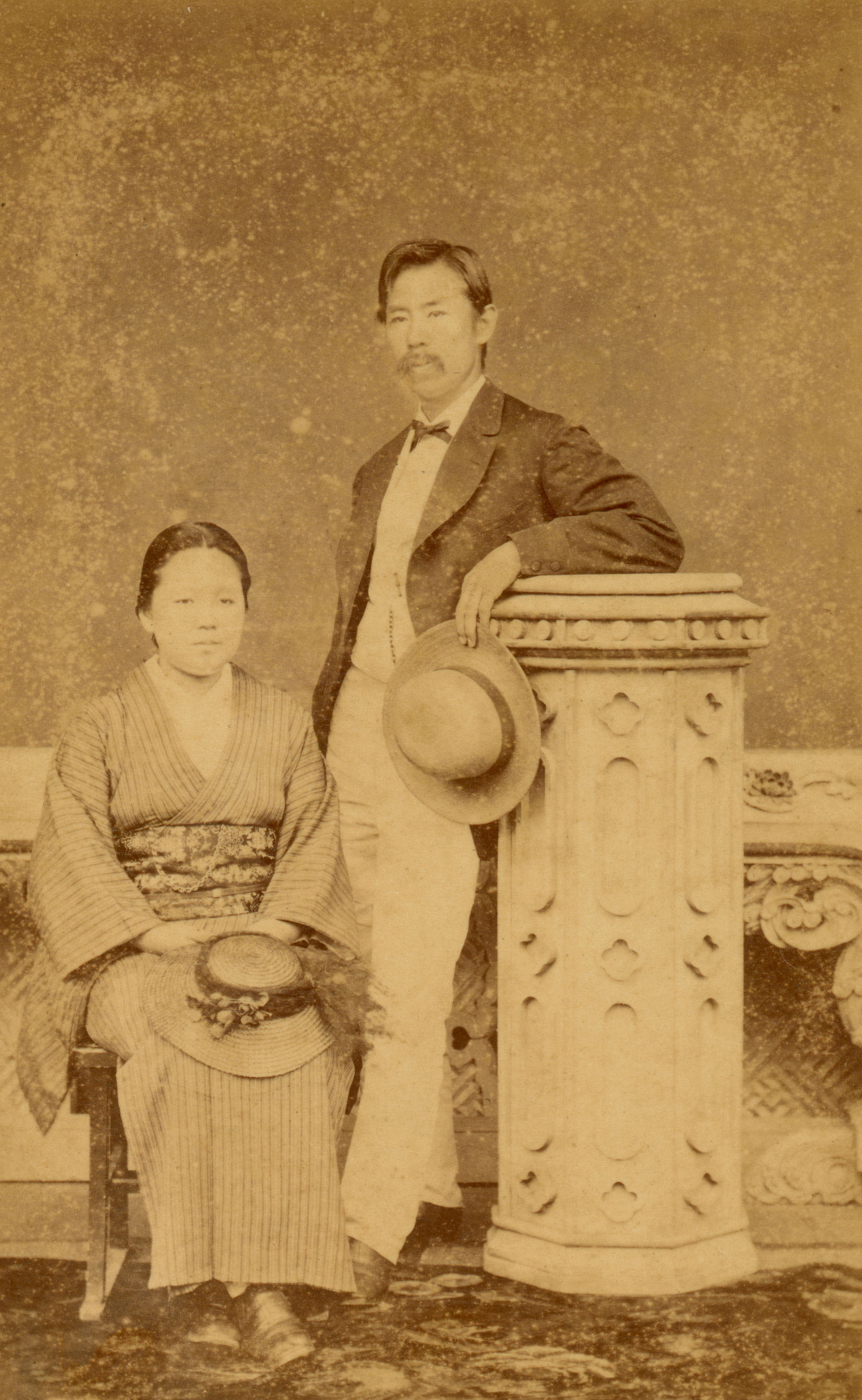
新島襄・八重夫妻

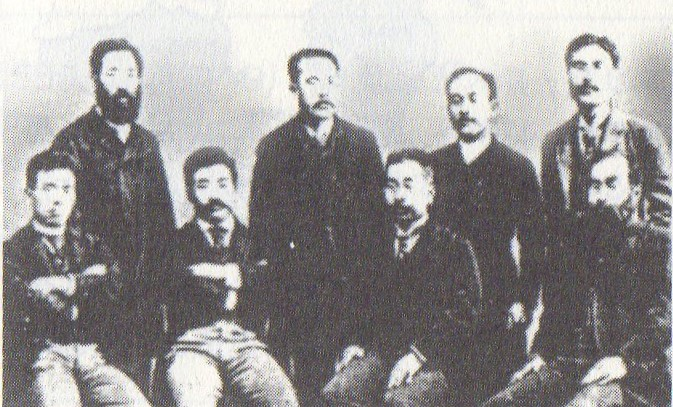
熊本バンド有志（1892年、前列左から下村孝太郎、市原盛宏、小崎弘道、宮川経輝、後列左から海老名弾正、横井時雄、不破唯次郎、森田久萬人）

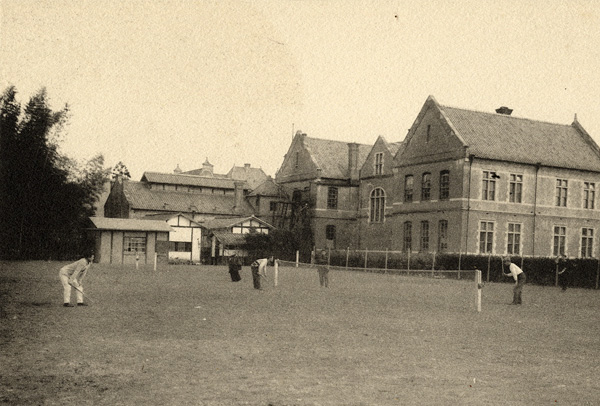
明治時代の今出川キャンパス

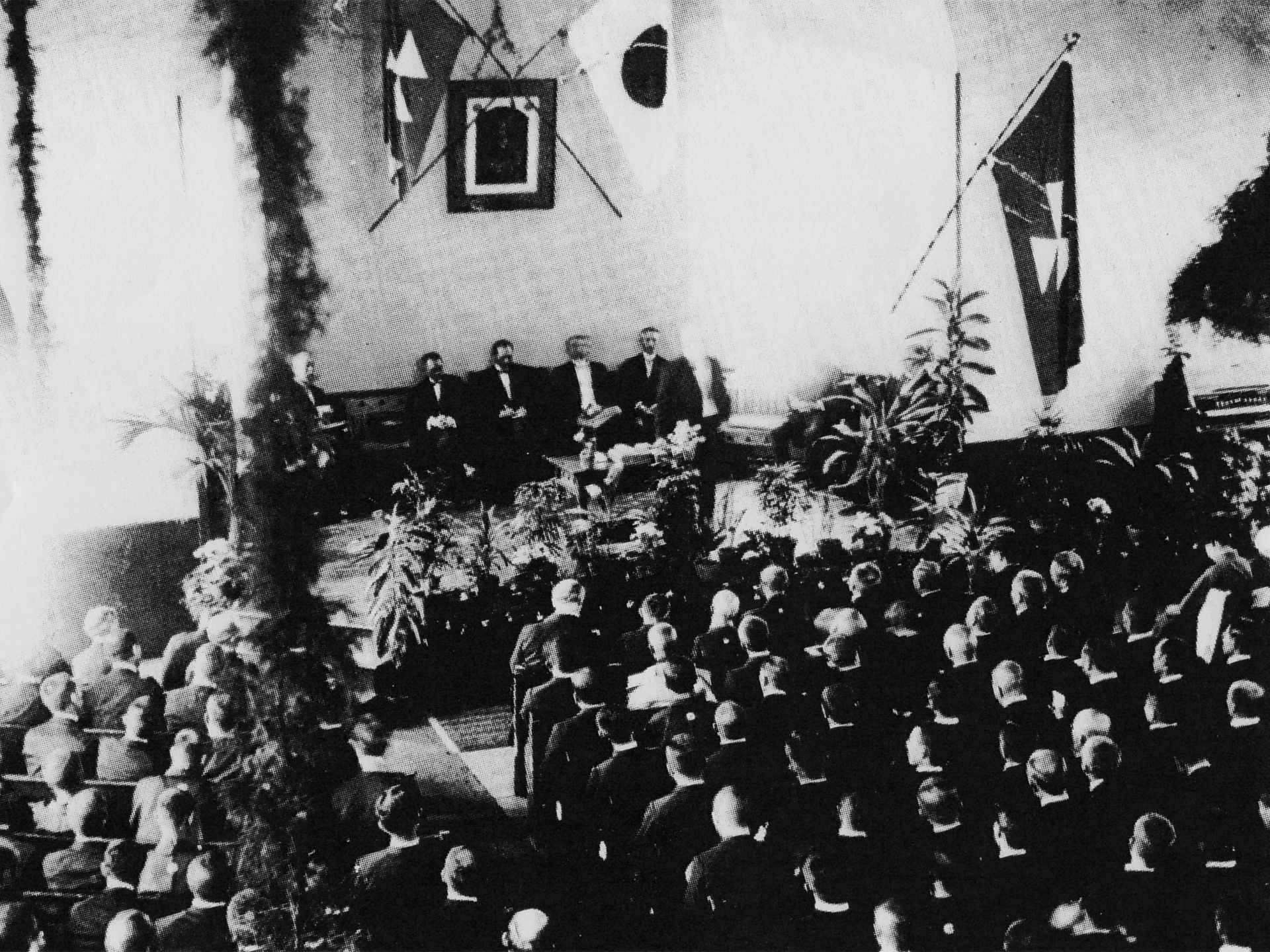
専門学校令による同志社大学開校式（1912年）

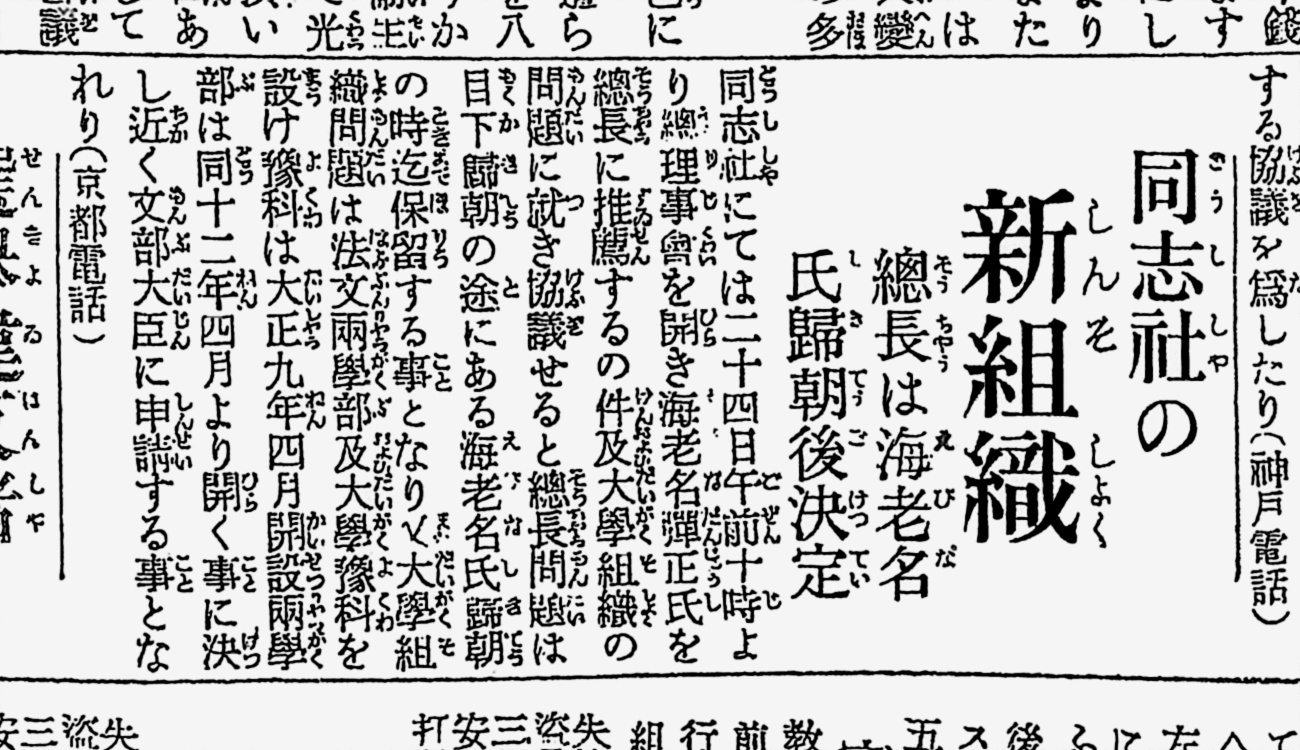
同志社の新組織 総長は海老名氏帰朝後決定（『東京朝日新聞』 1919年9月25日付7面）

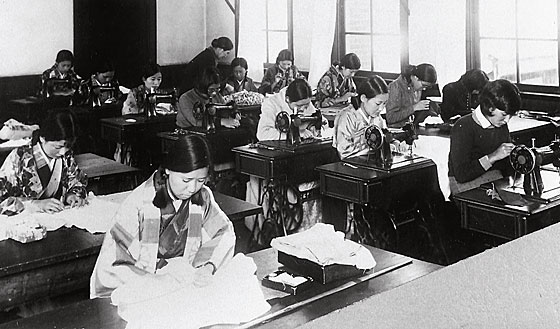
同志社女子専門学校の洋裁の授業風景（1930年）

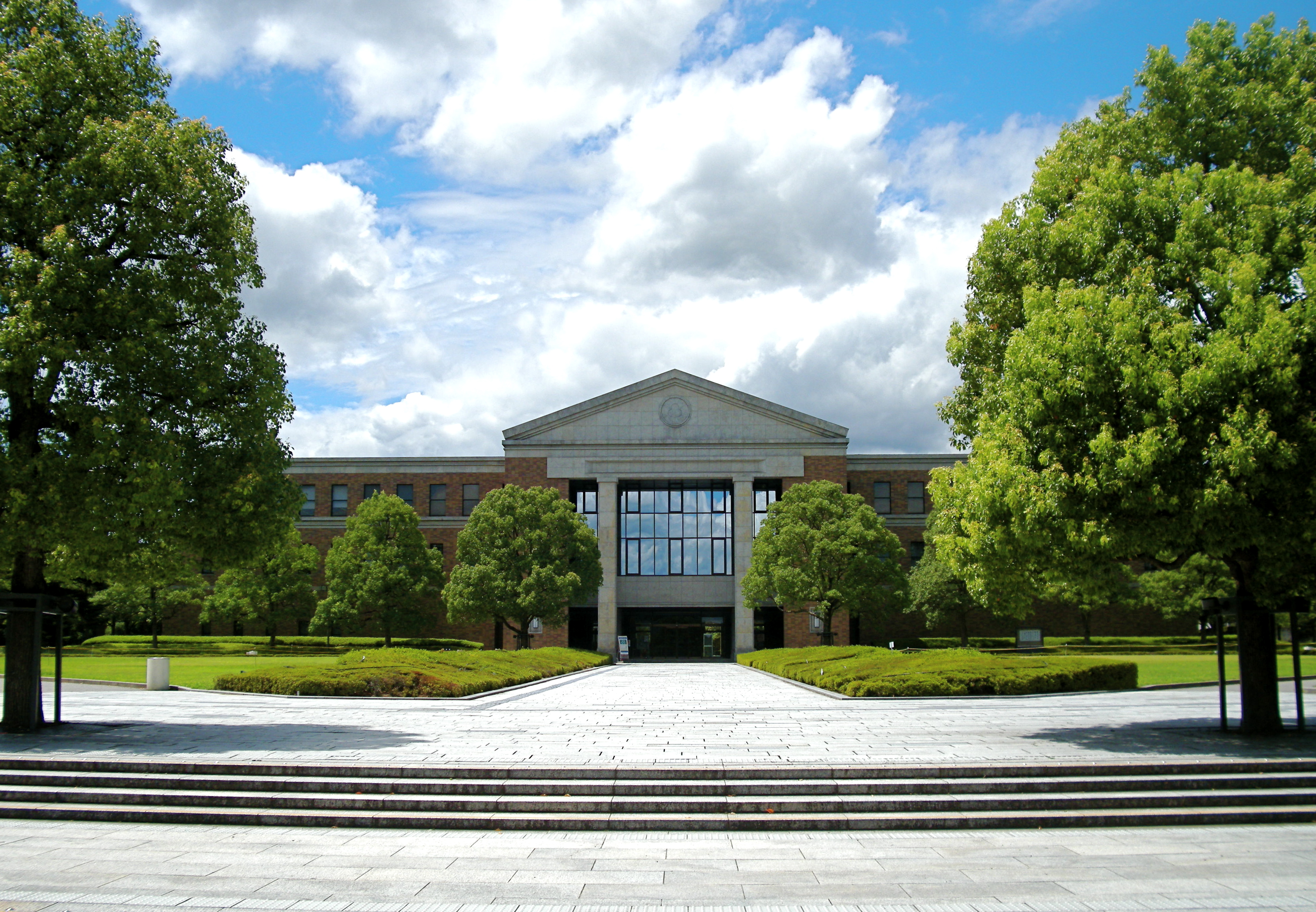
ラーネッド記念図書館（2010年）

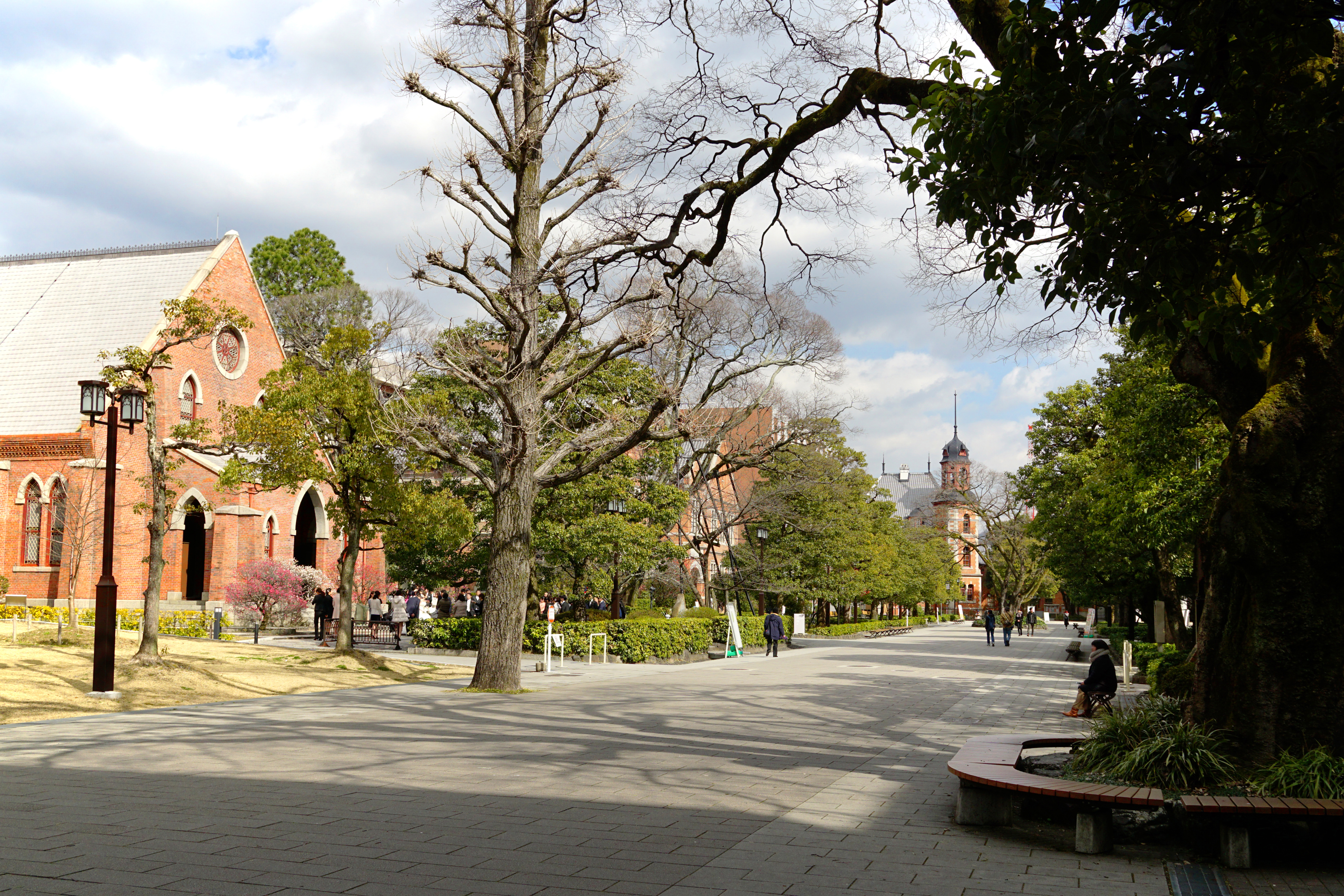
今出川キャンパス（2017年）

- 1874年 新島襄、アメリカン・ボード第65年会（バーモント州ラットランド）に出席し、日本でのキリスト教主義大学設立の意志を表明。
- 1875年 京都寺町通丸太町（現在の新島旧邸敷地）に同志社英学校を開校する。教員2人、生徒8人。
- 1876年 寺町から今出川に移転、新築校舎2棟落成。余科（神学科）を併置。熊本バンド約35人が入学。
- 1877年 4月に同志社分校女紅場を開設し、9月に同志社女学校へ改称。
- 1879年 第1回卒業式を挙行[2]。
- 1883年 「同志社社則」4ヵ条を制定し、社員を5名（新島襄、山本覚馬、横井時雄、松山高吉、中村栄助）とする。
- 1884年 彰栄館竣工。
- 1885年 校友会を結成。
- 1886年 余科を廃し、神学専門科（英語神学科・邦語神学科）を設置。仙台に東華学校を設立（1892年廃校）。
- 1887年 同志社病院・京都看病婦学校開院。同志社予備学校設置。
- 1888年 同志社英学校と同志社予備学校を併せて同志社学院（予備学部、普通学部、神学部）設置。「同志社大学設立の旨意」を全国の主要な新聞・雑誌にて発表。小崎弘道、宮川経輝、湯浅治郎、大沢善助を社員に加える。「同志社通則」36ヵ条を制定。
- 1889年 同志社学院を同志社予備学校、同志社普通学校、同志社神学校と改称。社長を総長と改める。
- 1890年 新島襄死去。波理須理化学校開校。
- 1891年 同志社政法学校開校。
- 1892年 波理須理化学校を波理須理科学校と改称。総長を社長と改める。
- 1893年 同志社徽章を制定。神学校内に宗教博物館を設置。神学館（現・クラーク記念館）竣工。
- 1896年 普通学校を同志社高等普通学校と改称。同志社尋常中学校を開設。アメリカン・ボードとの関係悪化により外国人宣教師団が同志社から引き上げる[3]（1900年復帰）[4]。
- 1897年 高等普通学校、政法学校、波理須理科学校の学科を改正し、高等学部文科学校、高等学部政法学校、高等学部波理須理科学校と改称。M.F.デントンが出町幼稚園を開園。
- 1898年 「同志社綱領」改訂をめぐって反対運動起こる（翌年に綱領復元）[5]。
- 1899年 同志社財団寄付行為制定。社員会を理事会と改称。同志社尋常中学校を同志社中学校と改称。
- 1900年 同志社中学校を廃し、同志社普通学校を設立。出町幼稚園を今出川幼稚園へ改称。
- 1901年 同志社女学校普通科を高等普通部と改め、新たに専門学部を設置。
- 1904年 専門学校令による同志社専門学校と同志社神学校を開校（政法学校を同志社専門学校に統合、波理須理科学校を廃止）。同志社女学校高等普通部を普通学部、専門学部を高等学部と改称。
- 1906年 同志社病院・京都看病婦学校閉館。
- 1907年 同志社維持会を結成。
- 1909年 帝国教育会から「教育上功績上顕著なる私学の一」として慶應、早稲田、明治、中央、専修とともに表彰される[6]。
- 1912年 専門学校令による同志社大学（予科、神学部、政治経済部、英文科）と女学校専門学部（英文科、家政科）を開校。
- 1916年 同志社普通学校を同志社中学と改称。
- 1918年 本社組織を本部、大学、中学、女学校、図書館の5部とする。社長を総長と改める。
- 1920年 大学令による同志社大学を開校（総長・海老名弾正）。文学部（神学科・英文学科）、法学部（政治学科・経済学科）、大学院、予科を設置。
- 1922年 専門学校令による大学を専門学校として再編し、神学部、英語師範部、高等商業部、政治経済部を設置。
- 1924年 貞明皇后、同志社女学校を行啓。
- 1928年 同志社女学校普通学部を同志社高等女学部と改称。
- 1930年 同志社専門学校高等商業部を廃止し、同志社高等商業学校を設置。同志社女学校専門学部を同志社女子専門学校と改称。
- 1937年 「同志社教育綱領」を発表。
- 1938年 皇后行啓記念碑を建立。
- 1940年 良心碑を有終館前の中庭に建立。
- 1941年 同志社中学を中学校令準拠の同志社中学校に改組。
- 1942年 アーモスト館などの外国名の建物を日本名に変更（戦後旧称に戻す）。
- 1944年 工業専門学校開校。同志社専門学校高等英語部と法律経済部を統合し同志社外事専門学校設立。同志社高等商業学校を同志社経済専門学校と改称。
- 1945年 同志社高等女学部を高等女学校令準拠の同志社高等女学校に改組。
- 1947年 新学制により同志社中学校、同志社女子中学校発足。今出川幼稚園を同志社幼稚園と改称。
- 1948年 新制大学、新制高等学校、新制定時制商業高等学校、新制女子高等学校を設置。
- 1949年 同志社女子大学を設置。
- 1950年 旧制の大学予科と学部を廃止。
- 1951年 学校組織を財団法人から学校法人に改める[7]。香里学園を合併し、同志社香里中学校・高等学校を開校。
- 1952年 同志社各専門学校（外専・経専・工専）を廃止。
- 1959年 旧日本電池新町工場跡を買収。
- 1961年 滋賀県滋賀郡志賀町（現・大津市）北小松の土地を精神教育施設として購入[8]。
- 1963年 同志社々史々料編集所を設置。
- 1965年 京都府綴喜郡田辺町（現・京田辺市）での土地購入の方針を理事会で決定[9]。
- 1966年 近畿日本鉄道と第1次田辺土地売買契約を締結[9]。
- 1967年 同志社女子大学田辺グラウンド開設[9][10]。
- 1968年 第2次田辺土地売買契約を締結[9]。
- 1976年 同志社商業高等学校廃校。
- 1980年 同志社国際高等学校開校。
- 1986年 田辺校地（現在の京田辺校地）開校。
- 1988年 同志社国際中学校開校。
- 2000年 同志社びわこリトリートセンターを開設[11][12]。
- 2004年 寒梅館（室町キャンパス）竣工。
- 2006年 同志社小学校開校。学研都市キャンパス開設。
- 2010年 同志社中学校が同志社高等学校と統合して同志社中学校・高等学校となり、岩倉校地へ移転。多々羅キャンパス開設（2021年運営終了）。
- 2011年 同志社国際学院初等部・国際部開校。
- 2012年 志高館（烏丸キャンパス）竣工。
- 2013年 同志社大学文学部・法学部・経済学部・商学部の学修校地を今出川校地に統合。今出川校地に「烏丸キャンパス」（京都市産業技術研究所繊維技術センター跡地）を開設。

## 学校法人同志社内の諸学校 及び その関係校

### 大学

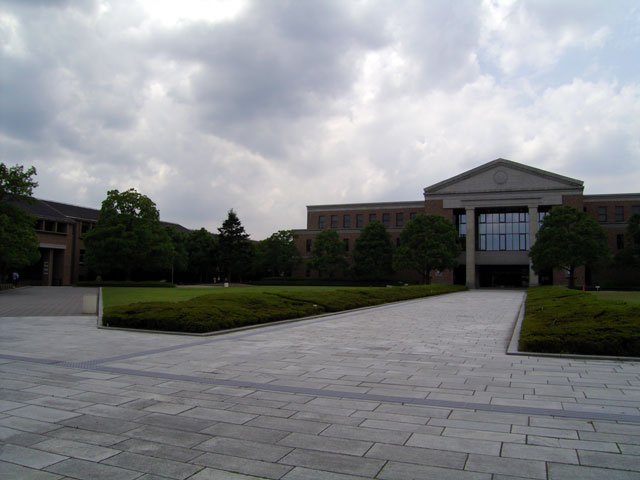
同志社大学（京田辺キャンパス）

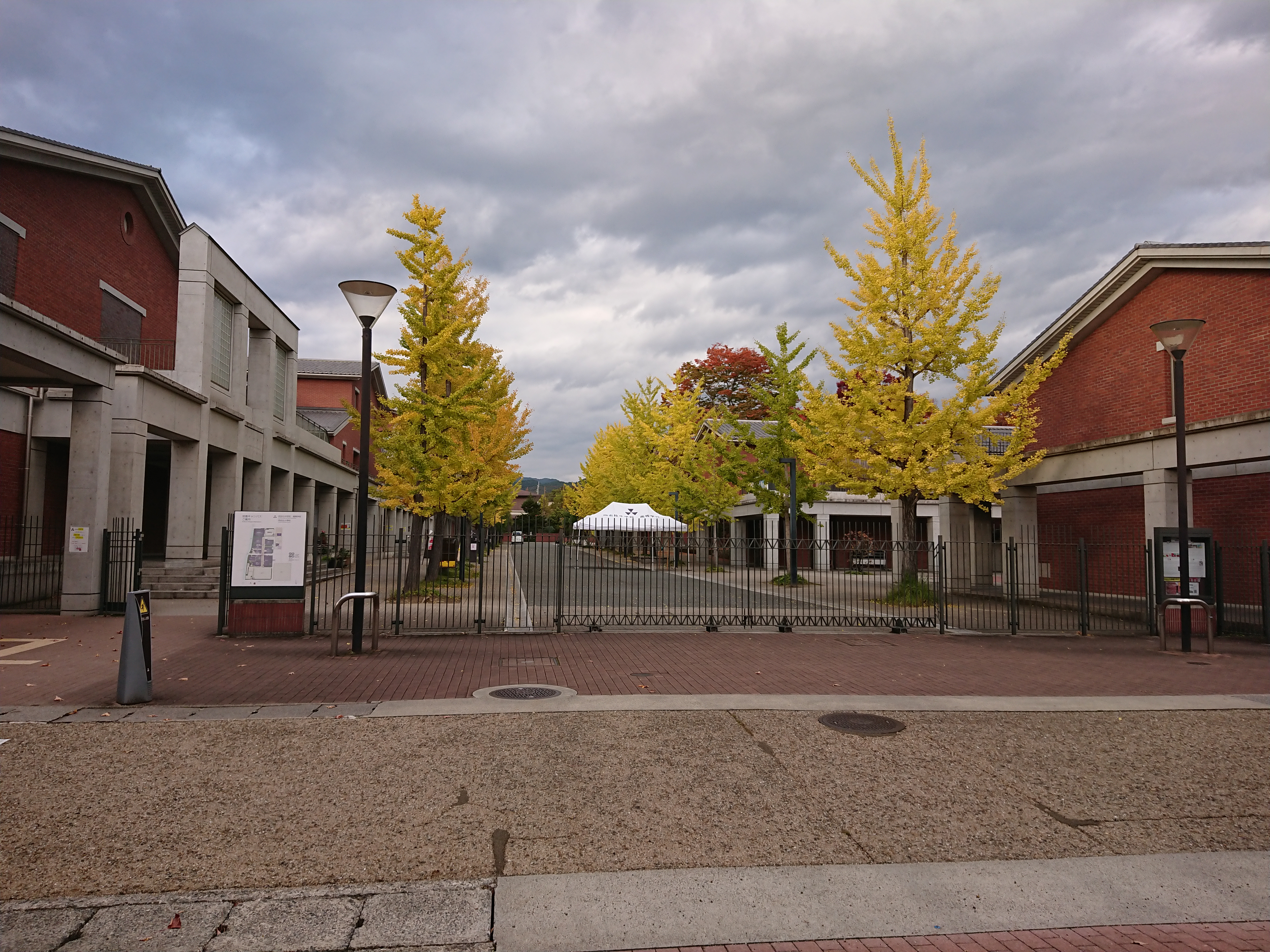
同志社中学校・高等学校

- 同志社大学
- 同志社女子大学

### 中高一貫校
- 同志社中学校・高等学校
- 同志社女子中学校・高等学校
- 同志社香里中学校・高等学校
- 同志社国際中学校・高等学校

### 小学校
- 同志社小学校（大学付属）
- 同志社国際学院初等部・国際部（大学付属）

### 幼稚園
- 同志社幼稚園

### 関係校
- 新島学園中学校・高等学校
- 新島学園短期大学

### 過去にあった学校
- 同志社英学校
- 同志社ハリス理化学校
- 同志社政法学校
- 同志社尋常中学校
- 同志社高等商業学校
- 同志社大学短期大学部
- 同志社女子大学短期大学部
- 同志社商業高等学校

## 歴代総長
1918年以前は社長
| 代 | 総長 | 総長         | 在任時期                | 備考 |
| -- | ---- | ------------ | ----------------------- | --- |
| 1  |      | 新島襄       | 1875年11月 - 1890年1月  | 同志社大学の前身、同志社英学校の創立者、校祖 |
| 臨 |      | 山本覚馬     | 1890年1月 - 1892年3月   | 会津藩士、軍事取調役兼大砲頭取、公用人、京都府会初代議長 京都商工会議所会頭、新島襄の義兄                                                                |
| 2  |      | 小崎弘道     | 1892年3月 - 1897年4月   | 日本組合基督教会会長、日本基督教連盟会長 |
| 代 |      | 市原盛宏     | 1894年                  | 朝鮮銀行初代総裁、横浜市長 |
| 臨 |      | 中村栄助     | 1897年4月 - 1897年5月   | 衆議院、京都市会議長、京都鉄道会社理事、京都電燈会社取締役 伏見紡績会社社長、平安紡績会社社長                                                            |
| 3  |      | 横井時雄     | 1897年5月 - 1899年3月   | 逓信省官房長、衆議院議員、横井小楠子息 |
| 臨 |      | 下村孝太郎   | 1899年3月 - 1899年7月   | 前任者の辞職により臨時名誉社長となる |
| 4  |      | 西原清東     | 1899年7月 - 1902年3月   | 衆議院議員、アメリカテキサス州開拓日本人移民のパイオニア                                                                                                 |
| 5  |      | 片岡健吉     | 1902年3月 - 1903年10月  | 自由民権運動推進者、衆議院議長 |
| 6  |      | 下村孝太郎   | 1903年10月 - 1906年11月 | 化学工学先駆者、大阪舎密工業（現大阪ガス）代表取締役社長、住友化学設立                                                                                   |
| 臨 |      | 松山高吉     | 1906年11月 - 1907年1月  | 牧師、日本における賛美歌事業の草分け |
| 7  |      | 原田助       | 1907年1月 - 1919年1月   | ハワイ大学東洋学部長、ハワイ大学LLD、エディンバラ大学LLD、アマースト大学LLD                                                                              |
| 臨 |      | 中村栄助     | 1919年1月 - 1920年3月   | 前任者の辞職により臨時総長となる |
| 8  |      | 海老名弾正   | 1920年4月 - 1928年11月  | キリスト教思想家、言論界における重鎮 |
| 臨 |      | 中村栄助     | 1928年11月 - 1929年10月 | 前任者の辞職により臨時総長となる |
| 9  |      | 大工原銀太郎 | 1929年11月 - 1934年3月  | 農学者、九州帝国大学第三代総長 |
| 臨 |      | 中村栄助     | 1934年3月 - 1934年3月   | 前任者の死去により臨時総長となる |
| 10 |      | 湯浅八郎     | 1934年3月 - 1937年12月  | 昆虫学者、国際基督教大学初代総長 |
| 臨 |      | 上谷続       | 1938年1月 - 1938年7月   | 同志社常務理事、前任者の辞職により臨時総長となる |
| 11 |      | 牧野虎次     | 1938年7月 - 1947年3月   | 東京家庭学校校長兼理事長、京都府社会福祉協議会会長、京都府教育委員会委員長 満州鉄道社会課長、内務省嘱託、大阪府社会課嘱託                                |
| 12 |      | 湯浅八郎     | 1947年4月 - 1950年6月   | |
| 13 |      | 大塚節治     | 1950年6月 - 1963年11月  | 神学者 |
| 14 |      | 住谷悦治     | 1963年 - 1975年         | 現代新聞批判、夕刊京都新聞社長、周恩来首相と会談 |
| 15 |      | 上野直蔵     | 1975年 - 1985年         | 大学基準協会会長 |
| 16 |      | 松山義則     | 1985年 - 2001年         | 心理学者 |
| 17 |      | 大谷實       | 2001年 - 2016年         | 刑法学者、司法試験考査委員、法務省人権擁護推進審議会委員、元学長 なお、当代より総長職と理事長職を分離。 理事長は同志社大学神学部名誉教授野本真也である。 |
| 18 |      | 八田英二     | 2017年 - 現職           | 日本高等学校野球連盟会長 |

## 施設

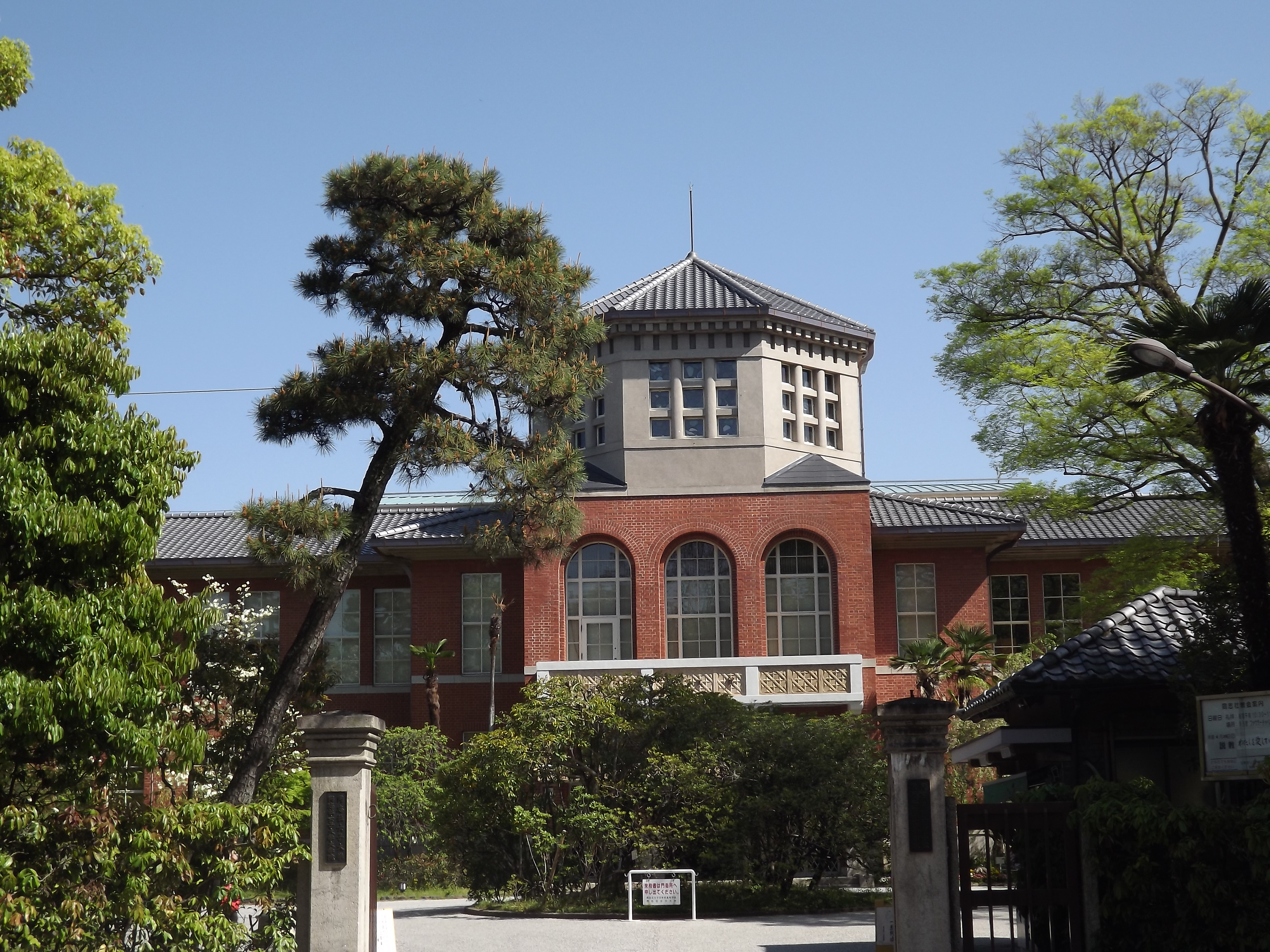
同志社栄光館

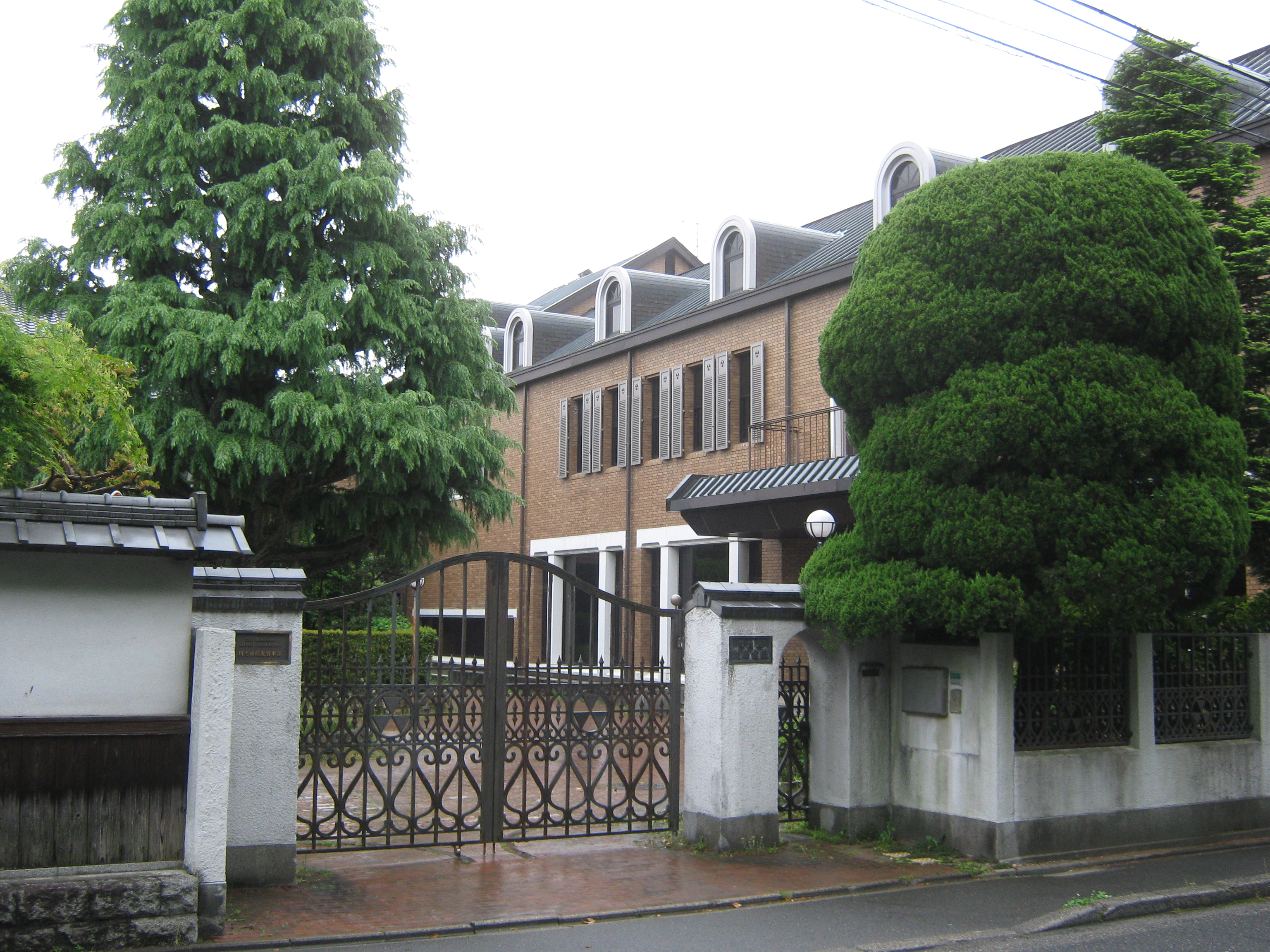
新島会館

- 同志社教会（礼拝堂：同志社栄光館 ファウラーチャペル）

1876年に新島襄が新烏丸頭町の仮寓に設立した西京第二公会を前身とする。その後1886年に同志社構内の礼拝堂、1946年に現在地に移転した。当初は会員資格を同志社教職員とその家族、学生生徒のみに限定していたが、1921年から一般市民の入会を認めた。
- 同志社びわこリトリートセンター（滋賀県大津市北小松）

同志社創立125周年を記念して「キリスト教主義教育・国際交流」を目的に作られた施設。宿泊施設や各種運動設備があり、学校法人同志社の関係者や、学生が、ゼミやサークル活動において利用できる。
- 新島会館（京都市上京区寺町通丸太町上る松蔭町）

新島旧邸の庭内にある会館。本館と別館があり、同窓会などに利用されている（現在休館中）。
- 同志社墓地（京都市左京区鹿ケ谷若王子山町）

哲学の道の南端にある熊野若王子神社の脇から山道を歩いて25分ほどの場所にある。新島襄・八重夫妻や山本覚馬、デイヴィス、徳富蘇峰などといった同志社ゆかりの人物が眠っている。

## 社会との関わり

### 文化財
同志社には以下の文化財が存在している。

#### 重要文化財
同志社に存在する重要文化財には以下のものがある。
- 建築物
  - 同志社礼拝堂（同志社大学今出川校地）
    - 番号:1575
    - 種別1:学校建築
    - 指定年月日:1963年7月1日
    - 年代:1886年（明治19年）
    - 構造形式:煉瓦造、建築面積316.0m2、一階建、一部中二階及び地下室付、鉄板葺

D・C・グリーンが設計し、1886年に竣工。アメリカン・ゴシック調の鉄板葺き煉瓦造り。アメリカン・ボードの寄付によって建築。日本におけるプロテスタント派の煉瓦造りの礼拝堂としては現存する最古のもの。施工は有終館も請け負った三上吉兵衛。ステンドグラスが美しく、徳冨蘆花の小説、『黒い眼と茶色の目』の中で「五色の光線」が降ると形容された。1963年に国の重要文化財に指定され、1987年から1990年まで半解体修理工事が行われた。現在も礼拝堂として使用されており、毎週礼拝も行われている。また、週末には同志社関係者に限り結婚式を挙げることもできる。同志社の礼拝堂としては2代目（初代は木造）。
  - 彰栄館 (元同志社中学校)
D・C・グリーンが設計し、1884年に竣工。アメリカン・ゴシック調の瓦葺きの煉瓦造り。アメリカン・ボードの寄付によって建築。京都市内に現存する煉瓦建築の中では最古のもの。東側に向いた左右対称の建物である。1951年に同志社中学校の教室棟として増築された新彰栄館が、正面右側に接触していたため、左右対称のファサードが長く見られなくなっていたが、新彰栄館は2012年末に撤去されている。
  - 有終館（同志社大学今出川校地）
    - 番号:1575
    - 種別1:学校建築
    - 指定年月日:1979年5月21日
    - 年代:1887年（明治20年）
    - 構造形式:煉瓦造、建築面積352.3m2、二階建、地下一階、桟瓦葺（内装を除く）

1887年に書籍館として竣工。竣工した当時は日本最大の学校図書館建築物であった。設計はD・C・グリーン。施工は三上吉兵衛。初代大学図書館。1928年、昭和天皇が即位式で在京の折、この有終館が出火した。即位式典の場所である御所は同志社今出川校地の隣りなので、大学当局は即位式の間、全学あげて構内の警備をしていた。ところがその詰所にしていた部屋の木製の大火鉢が加熱して出火してしまったのである。これにより当時の海老名弾正総長および理事、監事は引責辞職。同志社は国賊であるかのように罵られたという。燃え残った有終館の駆体は撤去の予定であったが、当時隣の同志社女学校の建築を手がけていた京都帝国大学建築学教授武田五一が修理・保存を勧告、結局外壁の内部に15cmの鉄筋コンクリートの壁を作る方法で保存した。
  - ハリス理化学館（同志社大学今出川校地）
    - 番号:1575
    - 種別1:学校建築
    - 指定年月日:1979年5月21日
    - 年代:1890年（明治23年）
    - 構造形式:煉瓦造、建築面積587.0m2、東北隅実験室付、桟瓦葺（階段以外の内装を除く）

アメリカ合衆国コネティカット州ニューロンドンのジョナサン・N・ハリスの寄付によって建設された。設計者は英国王立建築家協会員のA・N・ハンセル。1890年の竣工で、イギリス積みの煉瓦建築。1979年5月21日に重要文化財に指定された。
  - クラーク記念館（同志社大学今出川校地）
    - 番号:1575
    - 種別1:学校建築
    - 指定年月日:1979年5月21日
    - 年代:1894年（明治27年）
    - 構造形式:煉瓦造、建築面積389.4m2、桟瓦葺、西南隅塔屋付、銅板葺
    - 附指定:建築仕様書等1冊、建築設計図1巻

新島の死後、新島記念神学館建設を目指す運動が開催されたが、なかなか寄付金が集まらなかった。そんな折、新島と同年に幼くしてこの世を去った息子のために、とB・W・クラーク夫妻より寄付があった。その資金で建設されたのがクラーク記念館である。設計はリヒャルト・ゼール。施工は小島佐兵衛。ドイツのネオ・ゴシック様式を基調とする建築物で、同志社のシンボル的存在とされる。1894年の開館当時はクラーク神学館と呼ばれ、1963年に現在の神学館が建てられるまで神学教育・研究の中心として使用された。1979年5月に「設計図」、「新築仕様書」とともに重要文化財に指定された。2003年1月から全面的改修・復原工事が行われ、2007年12月完成。塔屋の緑青色の銅板葺きは竣工当時の鉄板葺きに、大正以来撤去されていたドーマー窓を回復、大棟の宝珠飾りを建設当時の尖塔飾りに交換、煙突雨除け再設置、煉瓦、小屋組み補強、全体耐震化など、かなり大規模な改修・復原が行われた。

#### 国登録有形文化財
- 建築物
  - アーモスト館（同志社大学今出川校地）
    - 登録番号:26-0200

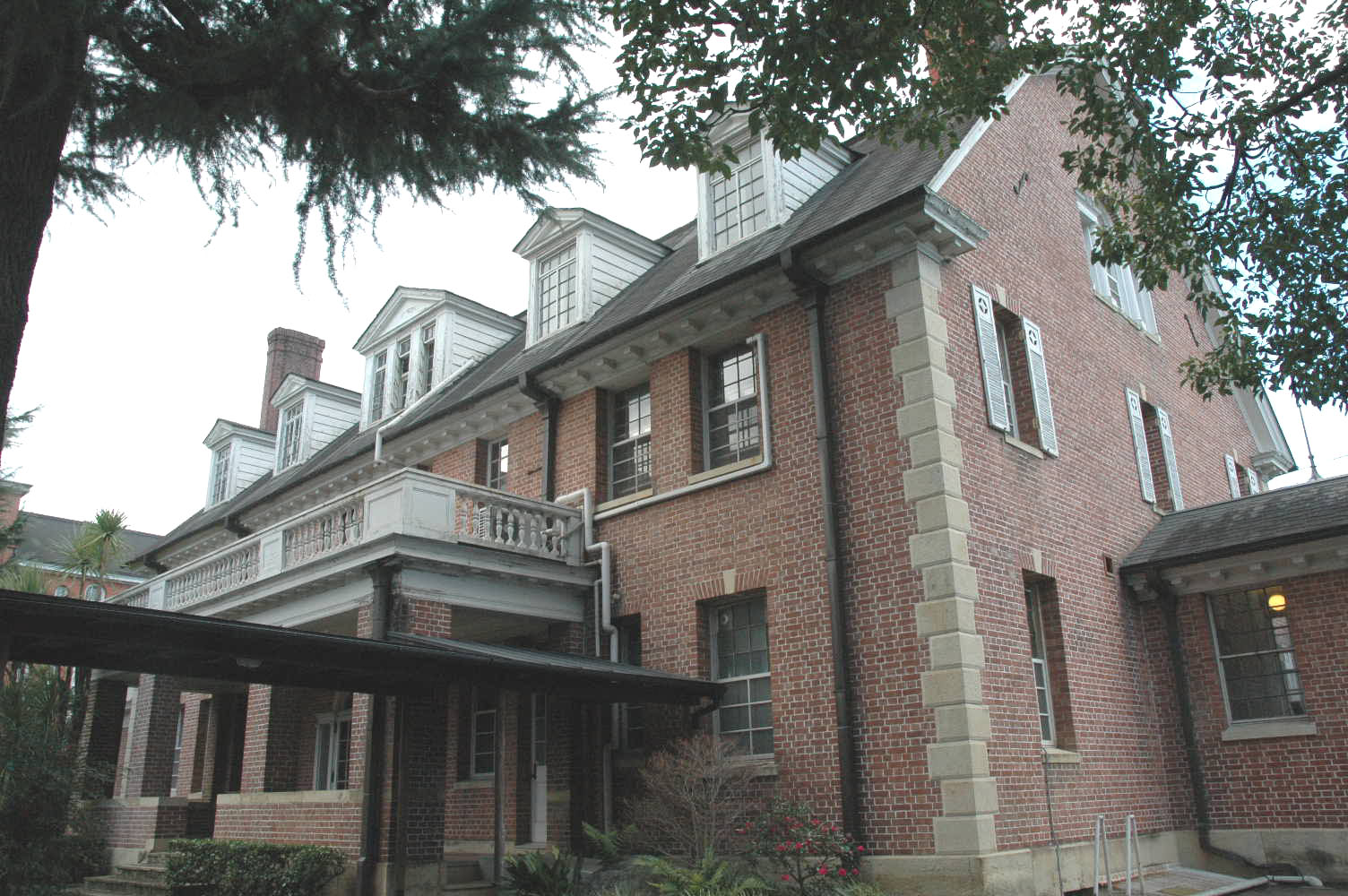
アーモスト館

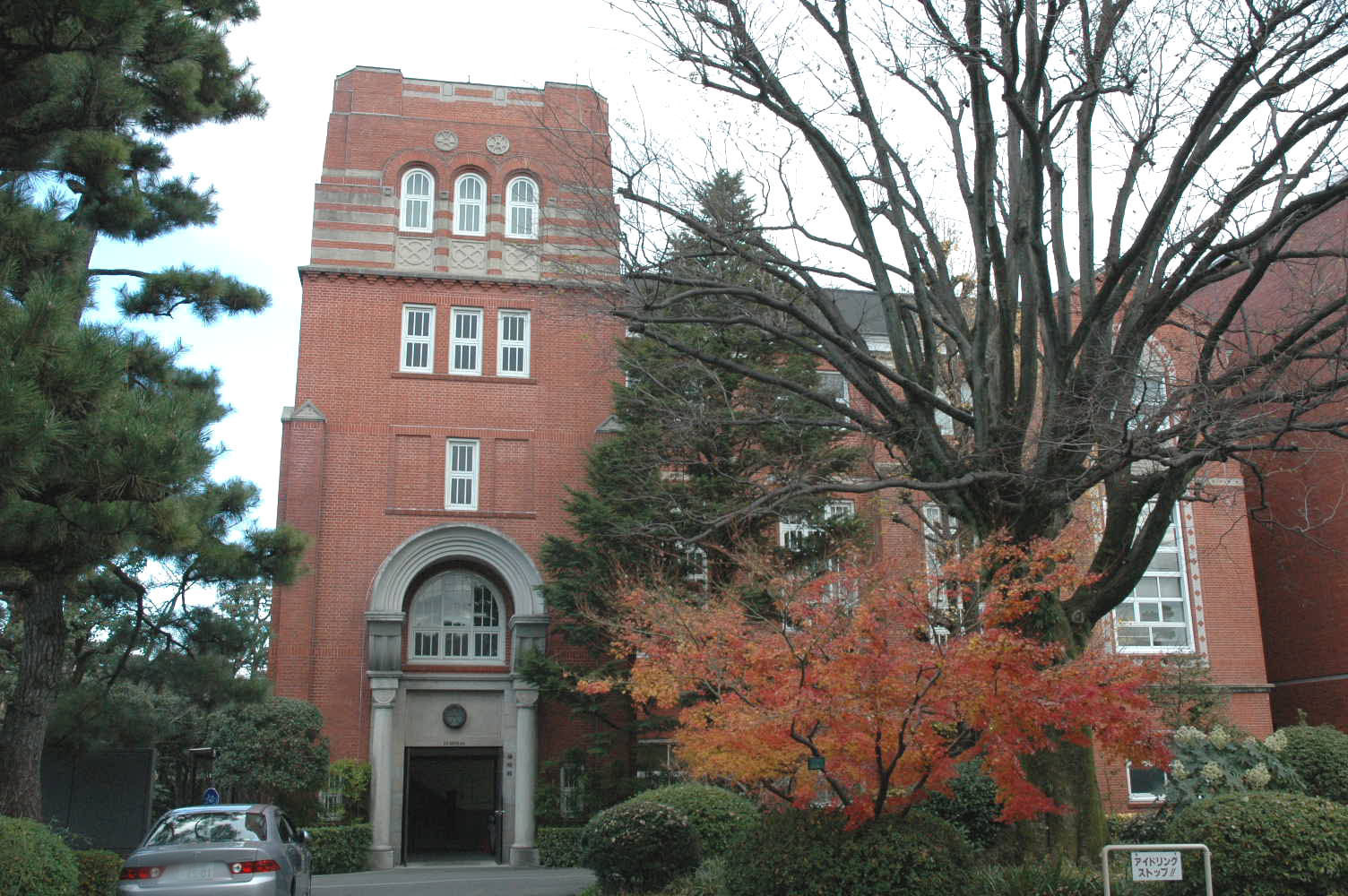
啓明館本館

    - 構造:鉄筋コンクリート造地上3階地下1階建、スレート葺、建築面積343m2
    - 年代:1874年（明治7年）
    - 所在地:京都府京都市上京区今出川通烏丸東入相国寺門前町632
    - 原簿記載年月日:2005年11月10日
    - 官報告示年月日:2005年12月5日

1931年11月29日定礎。1932年3月20日竣工。ニューイングランド・ジョージア様式で、左右対称の概観が特徴。2005年6月27日に登録有形文化財（建造物）に登録。学生寮（アーモスト寮）として使用されていたが、現在は保存改修工事中。
  - 同志社啓明館西館（同志社大学今出川校地）
    - 登録番号:26-0257
    - 構造:煉瓦及び鉄筋コンクリート造4階建、スレート葺、建築面積153m2、渡廊下付
    - 年代:1915年（大正4年）
    - 所在地:京都府京都市上京区今出川通烏丸東入玄武町602-1
    - 原簿記載年月日:2007年7月31日
    - 官報告示年月日:2007年8月13日

1915年同志社大学図書館（2代目大学図書館）として竣工。設計はW.M.Vories。1973年12月 に現在の同志社大学今出川図書館（3代目大学図書館）の竣工により、「啓明館」と改称する。2007年7月31日に登録された。
  - 同志社啓明館本館（同志社大学今出川校地）
    - 登録番号:26-0256
    - 構造:煉瓦及び鉄筋コンクリート造5階建、スレート葺、建築面積406m2
    - 年代:1920年（大正9年）
    - 所在地:京都府京都市上京区今出川通烏丸東入玄武町602-1
    - 原簿記載年月日:2007年7月31日
    - 官報告示年月日:2007年8月13日

1920年同志社大学図書館（2代目大学図書館）として竣工。設計はW.M.Vories。1973年12月 に現在の同志社大学今出川図書館（3代目大学図書館）の竣工により、「啓明館」と改称する。2007年7月31日に登録された。
  - 同志社フレンドピースハウス（旧同志社大学布哇寮）
  - 同志社女子大学ジェームズ館（同志社女子大学今出川校地）
  - 同志社女子大学栄光館（同志社女子大学今出川校地）

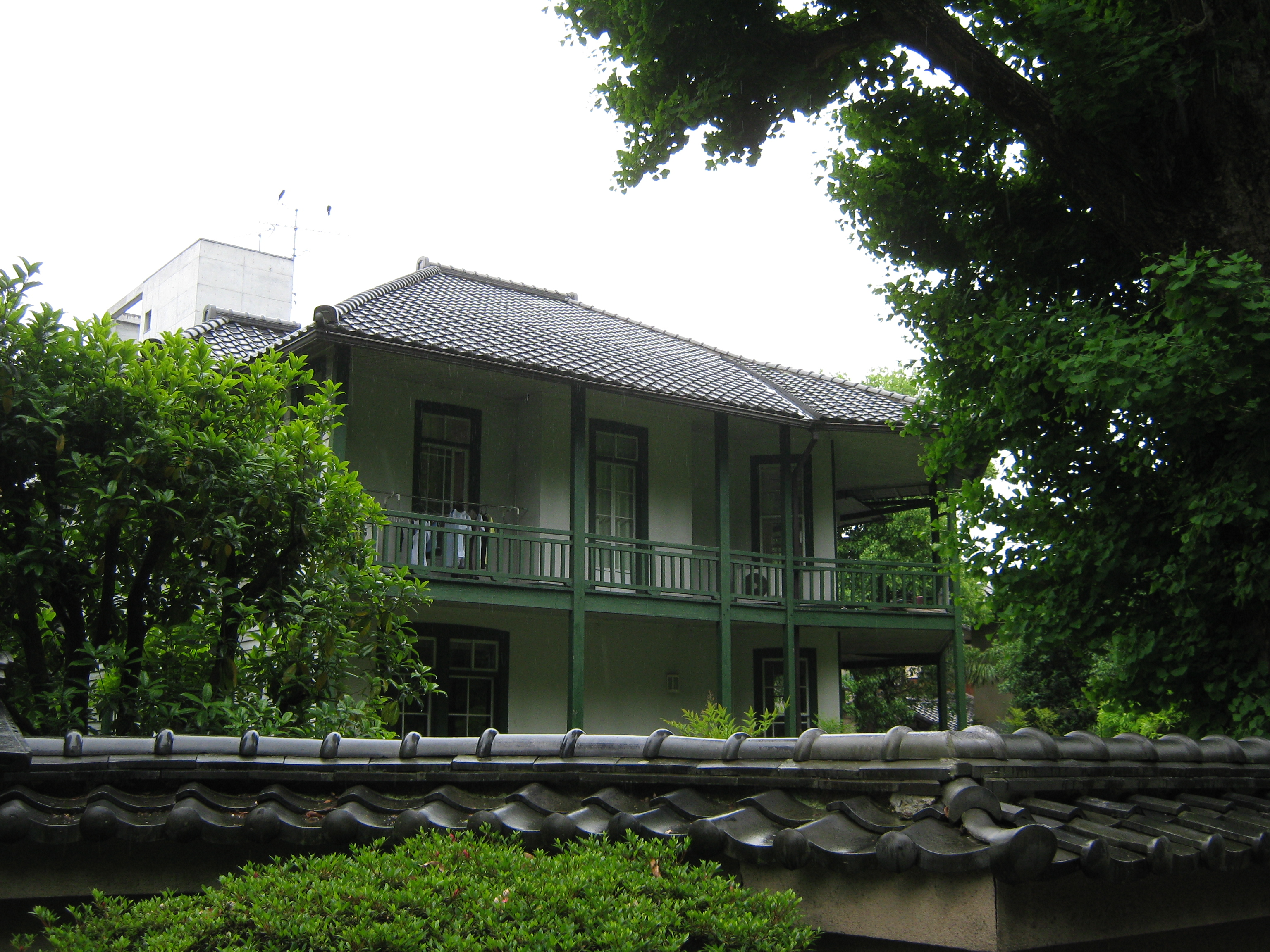
フレンドピース館
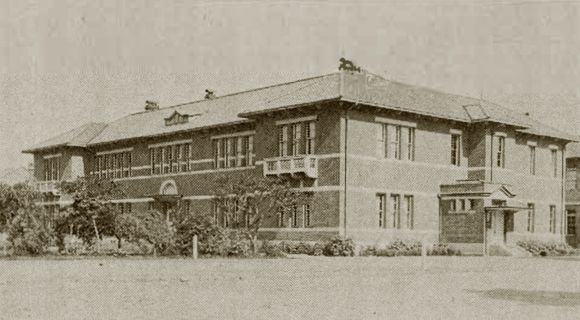
ジェームズ館
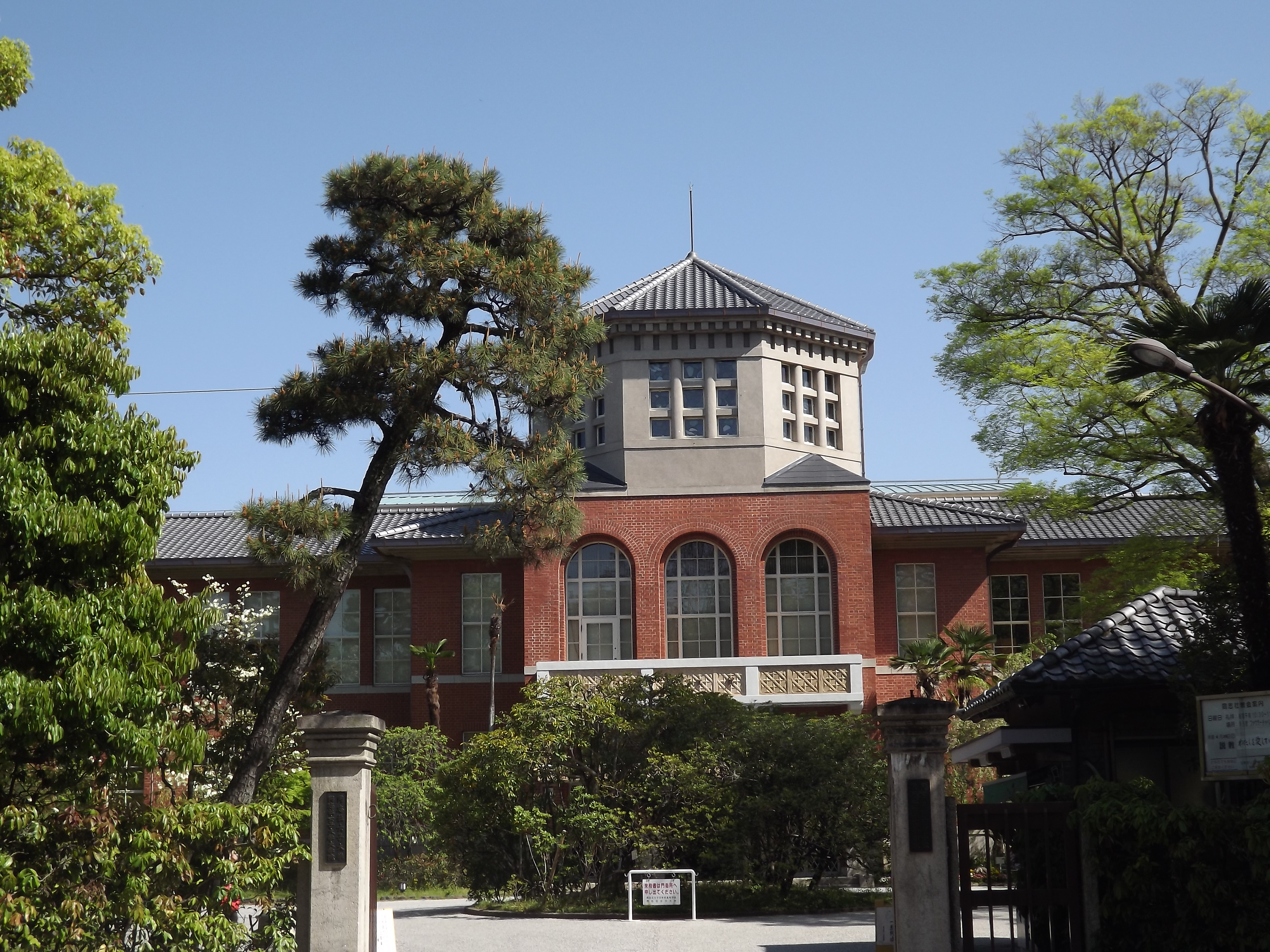
栄光館

## 税制上の優遇措置

### 特定公益増進法人
- 本法人は、『私立学校法第3条に規定する学校法人で学校の設置若しくは学校及び専修学校若しくは各種学校の設置を主たる目的とするもの又は私立学校法第64条第4項の規定により設立された法人で専修学校若しくは各種学校の設置を主たる目的とするもの』として特定公益増進法人の交付を受けている法人である。そのため、寄附金の額に応じて個人・法人の所得から控除（個人は確定申告、法人は当該事業年度の損金算入による手続き）される税法上の優遇措置を受けられる[20]。設備や機器による形態の寄附も同様。

### 受配者指定寄附金
- 企業等の法人が日本私立学校振興・共済事業団を通じて指定する学校法人へ行う寄附制度。本制度を利用することで、寄附金を支出した事業年度に当該寄付金額を損金に算入することがでる税法上の優遇措置[21]を受けられる。

### 寄附講座寄附金
- 企業等の法人が寄附講座寄附金（提携/連携講座寄附金など）を開設した場合、法人税法により、寄付金を支出した事業年度に当該寄附金額を損金に算入し、税法上の優遇措置を受けられる。
- 個人が寄附講座寄附金（提携/連携講座寄附金など）を開設した場合、所得税法、住民税（地方税法(県民税・市町村民税)）により、総所得金額から寄附金の額を控除することができ、税法上の優遇措置を受けられる。

### 現物寄附
- 租税特別措置法により、土地、建物、株など有価証券等の現物寄附の「みなし譲渡所得（値上がり益等）」は非課税として控除される[22][23]。

### 遺贈
- 租税特別措置法により、遺贈（遺言信託）を行った場合、相続税が非課税として控除される[22][23]。

## 外部からの評価
株式会社格付投資情報センター (R&I) から、 <AA+> を取得している。日本の学校法人の中で、この格付けを維持しているのは2法人（同志社大学、早稲田大学）のみである。

### その他
- 鹿苑院(同志社大学今出川校地)
- 薩摩藩邸跡 (同志社大学今出川校地)
同志社大学今出川校地の敷地一帯は幕末の薩摩藩邸がおかれていた。1862年に京都市中京区から移転し、倒幕運動の拠点となった。
- 近衛殿跡 (同志社大学新町校地)
同志社大学新町校地の臨光館一帯は五摂家の一つで公家の近衛家の邸宅があった。現在も臨光館の地下に保存されている。
- 石敷き遺構 (同志社大学室町校地)
2002年の同志社大学室町校地寒梅館の建設に伴う発掘調査にて発見された。石敷きの中から16世紀中頃の土器が出土した。上杉本洛中洛外図屏風により、寒梅館周辺は第12代将軍足利義晴が再築した室町殿のあった場所と推定された。さらに、出土したものと上杉本洛中洛外図屏風が一致したことで、この石敷きは室町殿の北東隅の社とその南の築地基礎と推定される。現在は寒梅館にて一部発掘したままの状態を見ることができるようになっている。
- 恐竜の足跡 (同志社大学今出川校地)
アーモスト館とゲストハウスの渡り廊下に恐竜の足跡がある。この足跡は、アメリカ合衆国のニューイングランド、コネティカットの渓谷から出たもので「時の砂に押し残された足跡」と記されている。有史前の足跡は「新世界」からアジアの「旧世界」へと同志社とアーモスト、アメリカと日本の長い絆を想起させるものとして贈られてきたものである。

### 不祥事
同志社大学の構内や学生寮で生じたゴミを、京都市の許可を得ずに同市内の焼却施設に運搬したとして、同志社の法人事業部長（同志社エンタープライズ社長も兼任）と清掃管理会社の社長が2016年1月19日に京都府警察に逮捕された。

## 関連文献
- 松浦政泰『同志社ローマンス』警醒社、1918年。doi:10.11501/959279。全国書誌番号:43027158。
- 同志社, 同志社五十年史編纂委員會『同志社五十年史』同志社校友會、1930年。doi:10.11501/1141454。全国書誌番号:47010957。
- 青山霞村『同志社五十年裏面史』からすき社、1931年。doi:10.11501/1443595。全国書誌番号:47010958。
- 同志社, 同志社社史史料編集所『同志社九十年小史』同志社、1965年。doi:10.11501/9581350。全国書誌番号:66002102。
- 同志社社史史料編集所, 同志社『同志社百年史』同志社〈全4巻〉、1979年11月。